# Gnoma sticticollis
Gnoma sticticollis är en skalbaggsart som beskrevs av James Thomson 1857.
Gnoma sticticollis ingår i släktet Gnoma och familjen långhorningar. Inga underarter finns listade i Catalogue of Life.